# Прапор П'ятихаток
Пра́пор П'ятиха́ток затверджений разом із міським гербом 21 червня 2001 року рішенням № 148-16/XXII П'ятихатської міської ради. Автор — А. В. Карпенко.

## Опис
Прямокутне полотнище із співвідношенням сторін 2:3 складається з одинадцяти горизонтальних смуг — синьої, білої, жовтої, білої, чорної, білої, чорної, білої, жовтої, білої та синьої (співвідношення їхньої ширини дорівнює 6:1:3:3:1:2:1:3:3:1:6).

## Значення
Кольори та, видко, співвідношення смуг відповідають полям та балкам герба. Відповідно до значення у гербі, синій мав би значення духовних чеснот, жовтий пшеничні лани навколо міста, білий міські землі, дві чорни залізничну колію, червона криваві козацькі війни.

## Інші прапори

Прапор у форматі 3:2

## Джерело
- Геральдика Дніпропетровщини. Офіційні символи територіальних та муніципальних утворень: [Історичні нариси]. — Д.: Арт-Прес, 2012. с. 159—192 с. ISBN 978-966-348-279-8